# Campeonato Mundial de Halterofilismo de 2015 - Até 58 kg feminino
A categoria até 58 kg feminino foi um evento do Campeonato Mundial de Halterofilismo de 2015, disputado no Centro de Convenções George R. Brown, em Houston, nos Estados Unidos, entre 22 e 23 de novembro de 2015. 

## Calendário
Horário local (UTC-6) 
| Dia            | Horário | Fase    |
| -------------- | ------- | ------- |
| 22 de novembro | 11:30   | Grupo C |
| 23 de novembro | 11:30   | Grupo B |
| 23 de novembro | 14:55   | Grupo A |

## Medalhistas
| Evento    | Ouro                  | Ouro   | Prata               | Prata  | Bronze                 | Bronze |
| --------- | --------------------- | ------ | ------------------- | ------ | ---------------------- | ------ |
| Arranque  | Boyanka Kostova (AZE) | 112 kg | Deng Mengrong (CHN) | 108 kg | Sukanya Srisurat (THA) | 106 kg |
| Arremesso | Boyanka Kostova (AZE) | 140 kg | Deng Mengrong (CHN) | 137 kg | Kuo Hsing-chun (TPE)   | 133 kg |
| Total     | Boyanka Kostova (AZE) | 252 kg | Deng Mengrong (CHN) | 245 kg | Kuo Hsing-chun (TPE)   | 237 kg |

## Recordes
Antes desta competição, o recorde mundial da prova era o seguinte:
| Recorde         | Tipo      | Atleta             | Peso   | Local  | Data                  |
| Recorde Mundial | Arranque  | Chen Yanqing (CHN) | 111 kg | Doha   | 3 de dezembro de 2006 |
| Recorde Mundial | Arremesso | Qiu Hongmei (CHN)  | 141 kg | Tai'an | 23 de abril de 2007   |
| Recorde Mundial | Total     | Chen Yanqing (CHN) | 251 kg | Doha   | 3 de dezembro de 2006 |

Os seguintes novos recordes foram estabelecidos durante esta competição.
| Arranque | 112 kg | Boyanka Kostova (AZE) | Recorde mundial |
| Total    | 252 kg | Boyanka Kostova (AZE) | Recorde mundial |

## Resultado
Os resultados foram os seguintes. 
| Pos.              | Atleta                         | Grupo | Peso  | Arranque (kg) | Arranque (kg) | Arranque (kg) | Arranque (kg)     | Arremesso (kg) | Arremesso (kg) | Arremesso (kg) | Arremesso (kg)    | Total |
| Pos.              | Atleta                         | Grupo | Peso  | 1             | 2             | 3             | Resultado         | 1              | 2              | 3              | Resultado         | Total |
| ----------------- | ------------------------------ | ----- | ----- | ------------- | ------------- | ------------- | ----------------- | -------------- | -------------- | -------------- | ----------------- | ----- |
| Medalha de ouro   | Boyanka Kostova (AZE)          | A     | 57.90 | 109           | 109           | 112           | Medalha de ouro   | 136            | 140            | 140            | Medalha de ouro   | 252   |
| Medalha de prata  | Deng Mengrong (CHN)            | A     | 57.68 | 105           | 108           | 110           | Medalha de prata  | 133            | 137            | 137            | Medalha de prata  | 245   |
| Medalha de bronze | Kuo Hsing-chun (TPE)           | A     | 57.68 | 104           | 107           | 107           | 4                 | 133            | 133            | 133            | Medalha de bronze | 237   |
| 4                 | Sukanya Srisurat (THA)         | A     | 57.29 | 103           | 106           | 109           | Medalha de bronze | 121            | 121            | 121            | 7                 | 227   |
| 5                 | Lina Rivas (COL)               | A     | 57.69 | 97            | 102           | 103           | 6                 | 115            | 120            | 124            | 5                 | 221   |
| 6                 | Alexandra Escobar (ECU)        | A     | 57.60 | 94            | 97            | 97            | 5                 | 117            | 120            | 124            | 8                 | 217   |
| 7                 | Mikiko Ando (JPN)              | A     | 57.70 | 90            | 93            | 95            | 10                | 120            | 123            | 123            | 9                 | 213   |
| 8                 | Yuderqui Contreras (DOM)       | A     | 56.02 | 91            | 95            | 95            | 7                 | 110            | 116            | 118            | 12                | 211   |
| 9                 | Chiang Nien-hsin (TPE)         | B     | 57.38 | 89            | 94            | 94            | 15                | 113            | 118            | 122            | 6                 | 211   |
| 10                | Yusleidy Figueroa (VEN)        | B     | 57.75 | 88            | 91            | 93            | 11                | 112            | 116            | 118            | 10                | 211   |
| 11                | Irina Lepșa (ROU)              | A     | 57.69 | 88            | 91            | 93            | 9                 | 113            | 119            | 119            | 13                | 206   |
| 12                | Quisia Guicho (MEX)            | B     | 57.86 | 86            | 88            | 90            | 20                | 114            | 117            | 120            | 11                | 205   |
| 13                | Joanna Łochowska (POL)         | A     | 57.60 | 90            | 94            | 94            | 8                 | 110            | 113            | 114            | 19                | 204   |
| 14                | Izabella Yaylyan (ARM)         | B     | 57.32 | 85            | 89            | 89            | 14                | 105            | 110            | 112            | 17                | 201   |
| 15                | Patricia Domínguez (MEX)       | B     | 57.83 | 88            | 91            | 91            | 19                | 110            | 113            | 115            | 15                | 201   |
| 16                | Jessica Lucero (USA)           | B     | 57.87 | 86            | 89            | 92            | 16                | 105            | 110            | 110            | 20                | 199   |
| 17                | Aleksandra Klejnowska (POL)    | B     | 57.90 | 85            | 87            | 87            | 23                | 110            | 113            | 115            | 16                | 198   |
| 18                | Muattar Nabieva (UZB)          | B     | 57.33 | 87            | 87            | 90            | 12                | 107            | 107            | 107            | 22                | 197   |
| 19                | Angelica Roos (SWE)            | B     | 57.77 | 84            | 87            | 87            | 24                | 109            | 113            | 113            | 14                | 197   |
| 20                | Jennifer Lombardo (ITA)        | B     | 56.53 | 84            | 86            | 87            | 22                | 105            | 110            | 110            | 18                | 196   |
| 21                | Kim So-hwa (KOR)               | C     | 57.57 | 84            | 84            | 88            | 18                | 103            | 108            | 112            | 21                | 196   |
| 22                | Jenly Tegu Wini (SOL)          | B     | 57.79 | 81            | 84            | 87            | 25                | 103            | 107            | 110            | 23                | 191   |
| 23                | Dora Tchakounté (FRA)          | B     | 57.21 | 85            | 88            | 90            | 17                | 100            | 102            | 104            | 26                | 190   |
| 24                | Veronika Ivasiuk (UKR)         | B     | 56.80 | 83            | 85            | 87            | 21                | 96             | 101            | 103            | 27                | 188   |
| 25                | Lacey Van Der Marel (CAN)      | C     | 57.77 | 88            | 90            | 90            | 13                | 98             | 98             | 98             | 31                | 188   |
| 26                | Tia-Clair Toomey (AUS)         | C     | 57.80 | 78            | 82            | 85            | 29                | 98             | 105            | 112            | 24                | 187   |
| 27                | Mouna Skandi (ESP)             | C     | 56.97 | 80            | 83            | 83            | 26                | 100            | 100            | 103            | 29                | 183   |
| 28                | Sayli Valdespino (CUB)         | C     | 57.34 | 75            | 79            | 82            | 28                | 97             | 101            | 105            | 28                | 183   |
| 29                | Mattie Sasser (MHL)            | C     | 57.54 | 77            | 80            | 82            | 31                | 100            | 103            | 106            | 25                | 183   |
| 30                | Þuríður Helgadóttir (ISL)      | C     | 57.57 | 73            | 77            | 81            | 30                | 96             | 100            | 104            | 30                | 181   |
| 31                | Jenni Puputti (FIN)            | C     | 57.19 | 79            | 80            | 83            | 27                | 93             | 97             | 101            | 32                | 180   |
| 32                | Emma Alderdice (IRL)           | C     | 57.26 | 72            | 72            | 72            | 32                | 88             | 91             | 94             | 33                | 166   |
| 33                | Kristina Larsen (DEN)          | C     | 56.47 | 62            | 65            | 65            | 35                | 85             | 88             | 88             | 34                | 153   |
| 34                | Aoife MacNeill (IRL)           | C     | 57.67 | 63            | 66            | 68            | 33                | 84             | 86             | 86             | 35                | 152   |
| 35                | Altangereliin Bum-Ayuush (MGL) | C     | 55.67 | 67            | 72            | 72            | 34                | 81             | 85             | 90             | 36                | 148   |
| —                 | Rattikan Gulnoi (THA)          | A     | 57.73 | 95            | 95            | 95            | —                 | 128            | 134            | 134            | 4                 | —     |
| DSQ               | Nastassia Novikava (BLR)       | A     | 57.57 | 97            | 102           | 102           | —                 | 120            | 126            | 126            | —                 | —     |